# Història de la sistemàtica dels rosegadors
La història de la sistemàtica dels rosegadors començà fa molts segles i ha vist una evolució molt significativa en la manera com es classifiquen els animals del clade Rodentia.

## Systema Naturae

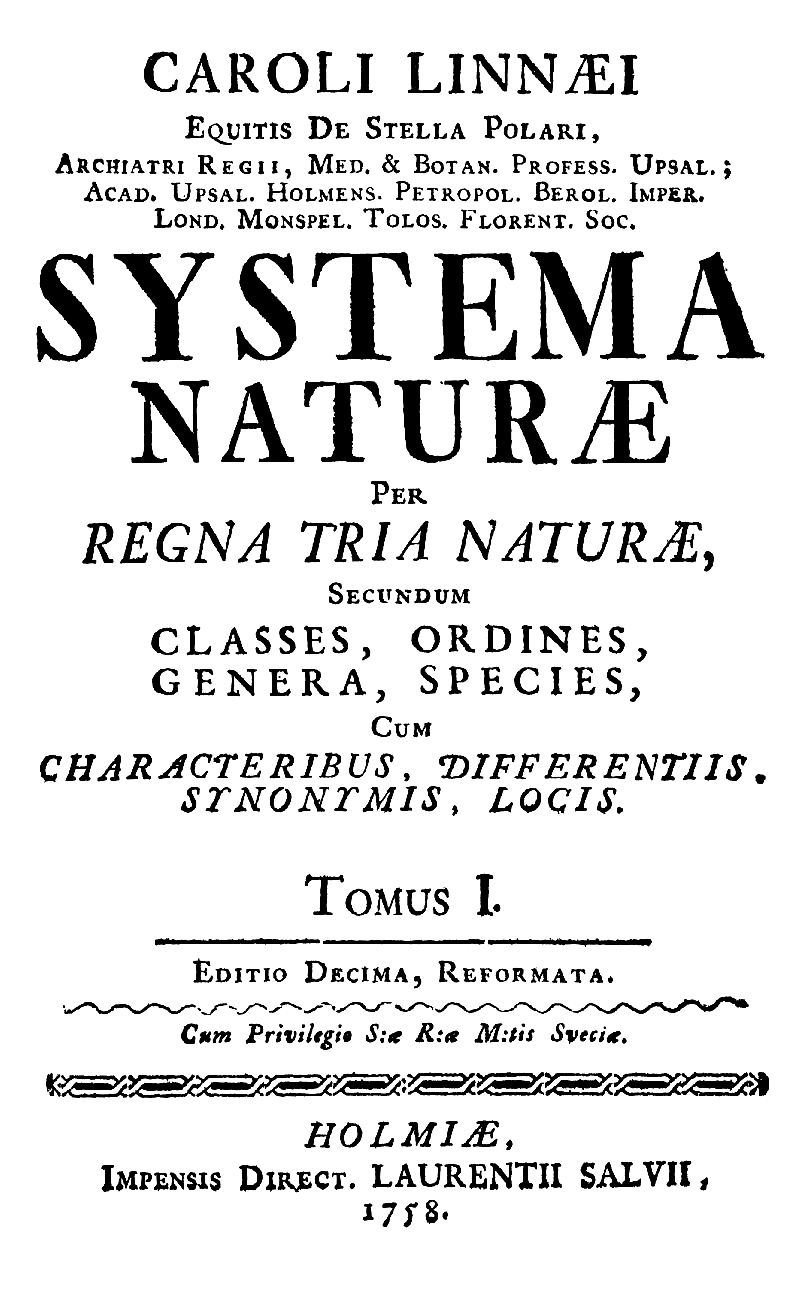
Carl von Linné descrigué l'ordre Glires el 1758 a la seva obra Systema Naturae.

Carl von Linné classificà tots els rosegadors, incloent-hi els lagomorfs, dins de l'ordre Glires («lirons», de la paraula llatina glīs) al seu llibre Systema Naturae. Aquest grup també contenia una sèrie d'espècies de mamífers no relacionades entre si, cosa que el feia polifilètic. L'ordre se subdividia en diversos gèneres. A la primera edició de l'obra (1735), l'ordre contenia els gèneres Hystrix, Lepus, Sciurus, Castor, Mus i Sorex, de manera que també incloïa les musaranyes. A la segona edició (1740), se'n retiraren les musaranyes, però a la sisena (1748) s'hi afegiren els opòssums com a gènere Didelphis.
Linné començà a utilitzar la nomenclatura binomial, que havia desenvolupat per les plantes el 1753, per anomenar espècies animals a la desena edició (1758) de Systema Naturae. Tragué els opòssums de l'ordre i en el seu lloc hi afegí els rinoceronts com a gènere Rhinoceros.
En aquell moment, Glires contenia 6 gèneres i 36 espècies de distribució predominantment europea:
- Rhinoceros: dues espècies de rinoceronts
- Hystrix: porcs espins (porc espí crestat [H. cristata] i H. brachyura), porcs espins de cua gran (H. macroura), porcs espins del Nou Món (coendú [H. prehensilis]) i porcs espins nord-americans (H. dorsata)
- Lepus: quatre espècies de lagomorfs
- Castor: castors (C. fiber) i l'almesqueres siberianes (C. moschatus)[3]
- Mus: múrids (ratolí domèstic (M. musculus), ratolí de bosc (M. sylvaticus), ratolí llistat (M. striatus), rata negra (M. rattus), rata talpera (M. terrestris i M. amphibius), lèmming comú (M. lemmus), l'hàmster comú (M. cricetus), dipòdids (jerbu [M. jaculus]), càvids (conill porquí [M. porcellus] i agutí [M. leporinus]), lirons (rata dormidora rogenca [M. avellanarius]), certs esciúrids (marmota alpina [M. marmota], marmota monax [M. monax] i esquirols voladors del Nou Món [M. volans]) i l'espècie no identificada Mus longipes
- Sciurus: la resta d'esciúrids (esquirol [S. vulgaris], esquirol de Bryant [S. niger i S. cinereus], esquirol volador siberià [S. volans], esquirol terrestre de Barbaria [S. getulus], esquirol llistat de l'Est americà [S. striatus] i l'espècie no identificada Sciurus flavus)

Linné tragué els rinoceronts del grup dels rosegadors i hi afegí diverses espècies de ratpenat del gènere Noctilio a la dotzena edició de Systema Naturae, publicada el 1766. Una vegada descrit per Johann Friedrich Gmelin el 1788, a causa de les seves incisives renovables, l'ai-ai també fou inclòs a Glires com a Sciurus madagascariensis.

## Rosegadors i lagomorfs

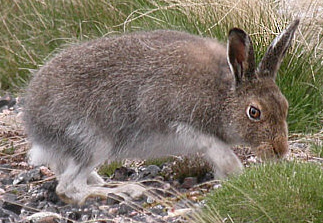
Els lagomorfs, incloent-hi la llebre de les neus, foren classificats originalment com a rosegadors.

El 1792, Felix Vicq d'Azyr encunyà el terme «Rodentes» (del llatí rodere, 'rosegar) per referir-se a un grup que també incloïa els lagomorfs. El 1811, Johann Karl Wilhelm Illiger classificà els lagomorfs en aquest mateix grup amb el nom de «Duplicidentata» (del llatí duplicis, 'doble', i dens, 'dent') i la categoria de família.